# القوانين المتعلقة بالاعتداء الجنسي علي الأطفال
تختلف القوانين المُناهضة للاعتداء الجنسي علي الأطفال من بلد لآخر وفقًا للتعريفات المحلية لماهية الطفل والمقصود بالاعتداء الجنسي علي الأطفال. تُعين معظم بلدان العالم شكلا من أشكال سن الرشد، بحيث تكون مُعاشرة شخص دون السن القانونية مُجرمة جنائيًا. فكما يختلف سن الرضا بالاتصال الجنسي من بلد لآخر، تختلف كذلك تعريفات استغلال الأطفال جنسيًا. قد يُشار إلي المُعاشرة الجنسية بين بالغ وقاصر دون السن القانونية  في بعض الأحيان باغتصاب الأحداث. وذلك استنادًا إلي المبدأ القائل بأن الرضي الظاهر الذي يبديه القاصر لا يُمكن اعتباره رضي قانوني. 
تُعد اتفاقية الأمم المتحدة لحقوق الطفل معاهدة دولية مُلزمة للدول بحماية حقوق الأطفال قانونيًا. تُلزم مواد رقم 34 و35 من اتفاقية الأمم المتحدة لحقوق الطفل الدول بحماية الأطفال من جميع أشكال الاستغلال الجنسي والاعتداءات الجنسية. يشمل ذلك تجريم إكراه الطفل علي القيام بممارسات جنسية، وبغاء الأطفال، واستغلال الأطفال إباحيًا. كما تُلزم الدول أيضًا بالحؤول دون خطف الأطفال، وبيعهم، أو الاتجار بهم. صدّقت 195 دولة، اعتباراً من كانون الأول/ديسمبر 2014 علي الاتفاقية، بما في ذلك كل أعضاء الأمم المتحدة باستثناء الولايات المتحدة وجنوب السودان.